# محمد أمين (لاعب كرة قدم)
يونيو 2025

محمد شرف الدين أمين (محمد أمين؛ وُلِد في 6 نوفمبر 1999) هو لاعب كرة قدم سوداني يلعب في مركز الظهير الأيسر لصالح نادي أهلافورس آي إف. يتميز بسرعته وقدرته على تقديم الدعم الهجومي والدفاعي لفريقه.

## المسيرة الاحترافية
بدأ محمد أمين مسيرته الكروية في صفوف شباب نادي نوربي عام 2018. ورغم عدم تسجيله أي أهداف، أثبت جدارته كلاعب واعد. انتقل في عام 2019 إلى فريق فارجوردا في الدرجة الثانية السويدية، حيث سجل هدفه الأول في مسيرته الاحترافية.
في عام 2021، انضم إلى نادي موتالا إيه آي إف وساهم في صعود الفريق إلى الدرجة الأولى السويدية. لاحقًا، لعب مع عدة أندية مثل أولاردس وبيرغدالنز ويترهوغدالس، قبل أن ينضم إلى أهلافورس آي إف في عام 2023.

### الإحصاءات المهنية
| الموسم    | النادي   | الدوري         | المباريات | الأهداف |
| --------- | -------- | -------------- | --------- | ------- |
| 2018–2019 | نوربي    | سوبريتان       | 0         | 0       |
| 2019–2020 | فارجوردا | الدرجة الثانية | 24        | 1       |
| 2021      | موتالا   | الدرجة الثانية | 11        | 0       |
| 2022      | أولاردس  | الدرجة الثالثة | 10        | 0       |
| 2023      | أهلافورس | الدرجة الثالثة | 15        | 0       |
| الإجمالي  |          |                | 60        | 1       |

### دوليًا
شارك محمد أمين لأول مرة مع منتخب السودان في 30 ديسمبر 2021 في مباراة ودية ضد إثيوبيا. ورغم خسارة المنتخب السوداني بنتيجة 3–2، أظهر أمين أداءً جيدًا. كان ضمن قائمة المنتخب المشاركة في كأس الأمم الأفريقية 2021 لكنه لم يشارك في أي مباراة.

## وصلات خارجية
- محمد أمين  على سكروي